# Rosanna Crawfordová
Rosanna Crawfordová (* 23. května 1990, Canmore, Kanada) je kanadská biatlonistka, jejímž dosavadním největším úspěchem je druhé místo ze závodu smíšených dvojic ze světového poháru ve švédském Östersundu ze sezóny 2015/16, kterého dosáhla společně s Nathanem Smithem.

## Soukromý život
Byla součástí skupiny pěti sportovců, kteří pózovali pro biatlonový kalendář. Její starší sestrou je Chandra Crawfordová, vítězka sprintu v běhu na lyžích na zimních olympijských hrách 2006.

## Výsledky

### Olympijské hry a mistrovství světa
Crawfordová je čtyřnásobnou účastnicí Mistrovství světa v biatlonu a rovněž zimních olympijských her. Jejím nejlepším výsledkem v závodech jednotlivců je 14. místo z vytrvalostního závodu z norského Osla v roce 2016. V týmovém závodě dokázala s ženskou štafetou nejlépe skončit na 7. místě na olympiádě v ruském Soči.
| Sezóna  | D   | Místo                | SP  | SZ  | HZ  | IZ  | ŠT  | SŠT | SZD | Věk    |
| ------- | --- | -------------------- | --- | --- | --- | --- | --- | --- | --- | ------ |
| 2009/10 | ZOH | Vancouver            | 72. | –   | –   | 76. | 15. | –   | –   | 21 let |
| 2012/13 | MS  | Nové Město na Moravě | 77. | –   | –   | 17. | 12. | 14. | –   | 24 let |
| 2013/14 | ZOH | Soči                 | 25. | 44. | –   | 65. | 7.  | 10. | –   | 25 let |
| 2014/15 | MS  | Kontiolahti          | 32. | 25. | –   | 87. | 10. | 12. | –   | 26 let |
| 2015/16 | MS  | Oslo                 | 29. | 27. | 15. | 14. | 15. | 11. | –   | 27 let |
| 2016/17 | MS  | Hochfilzen           | 26. | 43. | –   | 62. | 16. | 13. | –   | 28 let |
| 2017/18 | ZOH | Pchjongčchang        | 53. | 19. | –   | 26. | 10. | 12. | –   | 29 let |
| 2018/19 | MS  | Östersund            | 18. |     |     |     |     | 16. |     | 30 let |

Poznámka: Výsledky z mistrovství světa se započítávají do celkového hodnocení světového poháru, výsledky z olympijských her se dříve započítávaly, od olympijských her v Soči 2014 se nezapočítávají.

### Juniorská mistrovství
Zúčastnila se dvou juniorských šampionátů v biatlonu. Jejím nejlepším individuálním umístěním je 16. pozice ze stíhacího závodu z německého Ruhpoldingu v roce 2008. S ženskou štafetou obsadila na domácím mistrovství v Canmore v roce 2009 celkové 7. místo.
| Sezóna  | D   | Místo      | SP  | SZ  | IZ  | ŠT | Věk    |
| ------- | --- | ---------- | --- | --- | --- | -- | ------ |
| 2007/08 | MSJ | Ruhpolding | 32. | 16. | 44. | –  | 17 let |
| 2008/09 | MSJ | Canmore    | 31. | 24. | 29. | 7. | 18 let |

#### Profily
- Rosanna Crawfordová v databázi Mezinárodní biatlonové unie (anglicky)
- (anglicky) Profil Rosanne Crawfordové na stránkách Kanadského olympijského výboru